# 格利姆斯霍爾姆島

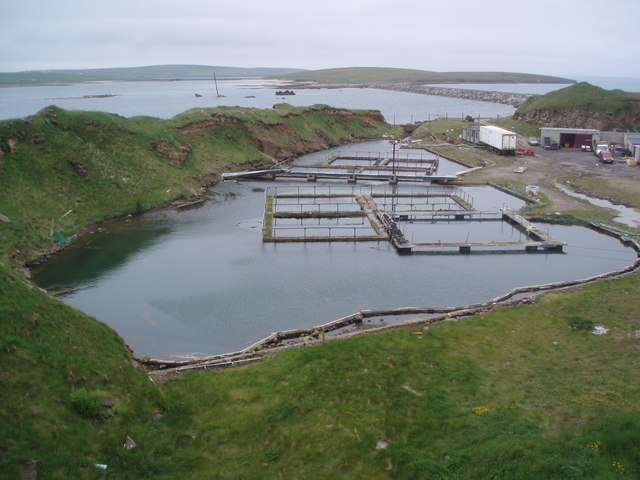

格利姆斯霍爾姆島'是蘇格蘭的島嶼，位於梅恩蘭島和巴雷島之間的大西洋海域，屬於奧克尼群島的一部分，面積0.55平方公里，最高點海拔高度32米，島上無人居住。
58°52′30″N 2°55′12″W / 58.87500°N 2.92000°W